# Veikkaus
Veikkaus Oy— это финское государственное букмекерское агентство, которое является монополистом в стране. Оно было создано в 2017 году в результате слияния трёх ранее существовавших букмекерских и игорных агентств: Veikkaus, Fintoto и Ассоциации игровых автоматов Финляндии.
В январе 2019 года компания Veikkaus объявила о планах сократить штат примерно на 400 должностей, а также о «значительном обновлении наших игровых площадок и прекращении деятельности по продаже игровых столов в ресторанах».